# Joe Medwick
Joseph Michael Medwick (Carteret, Nueva Jersey, 24 de noviembre de 1911-San Petersburgo, Florida, 21 de marzo de 1975), más conocido como Joe Medwick, fue un jugador profesional estadounidense de béisbol que se desempeñó en la posición de jardinero izquierdo en las Grandes Ligas de Béisbol (MLB). Es miembro del Salón de la Fama del Béisbol.

## Carrera
Medwick jugó como profesional nueve temporadas en St. Louis Cardinals (1932-1940), después pasó por varios equipos, Brooklyn Dodgers (1940-1943), New York Giants (1943-1945), Atlanta Braves (1945), Brooklyn Dodgers (1946), y finalmente, se unió a St. Louis Cardinals, donde jugó dos temporadas (1947-1948), y fue el equipo en el que se retiró.

## Reconocimiento
En 1968, ingresó como miembro al Salón de la Fama del Béisbol.